# ريبيكا ووكر
ريبيكا ووكر (بالإنجليزية: Rebecca Walker)‏ هي كاتبة أمريكية وُلدت في جاكسون في ولاية ميسيسيبي الأمريكية في 17 نوفمبر عام 1969. اختارتها مجلة تايم باعتبارها واحدة من خمسين من قادة المستقبل في أمريكا. قامت بدور مارش في فيلم الألوان الأولية عام 1998.
كانت ووكر أول من استخدمت مصطلح الموجة النسوية الثالثة في كتابتها. وكتبت لتكون حقيقًا عام 1996 ويتناول الحقيقة وتغير وجه الحركة النسوية، والأسود والأبيض واليهود عام 2000 حيث السيرة الذاتية لشفتنج سيلف وماذا يجعلك رجلًا: 22 كاتبًا يتخيلون المستقبل عام 2004 وعائلة واحدة كبيرة سعيدة عام 2009، وآدي: قصة حب عام 2013.
تركزت كتابات ووكر وخطبها وأساليبها التدريسية على العرق والجنس والسياسة والسلطة والثقافة. ساعدت ووكر في تأسيس صندوق الموجة الثالثة باعتباره جزءًا من مسيرتها النشاطية الفعالة. اعتُبر هذا الصندوق بمثابة منظمة داعمة للشابات ذوات البشرة الملونة وأحرار الجنس وثنائيي الجنس والمتحولين الجنسين، إذ مدّهم الصندوق بالأدوات والموارد التي يحتاجونها ليصبحوا قادةً في مجتمعاتهم من خلال النشاطية والأعمال الخيرية.
ركزت خطابات ووكر وكتاباتها على العدالة الجنسانية والعرقية والاقتصادية والاجتماعية إلى حد كبير، وتمركز نشاطها في الجامعات في جميع أنحاء الولايات المتحدة بالإضافة إلى الساحة الدولية. 
صنفت مجلة تايم ووكر باعتبارها واحدةً من القادة المستقبليين الخمسين لأمريكا في عام 1994. ظهرت أعمالها في العديد من المنشورات، بما في ذلك صحيفة واشنطن بوست ومدونة هافينغتون بوست وموقع صالون الإلكتروني ومجلة غلامور ومجلة إيسنز، بالإضافة إلى ظهورها على قناتي سي إن إن وإم تي في. 

## بروزها بصفتها قائدة في الحركة النسوية
برزت ووكر بصفتها نسويةً مرموقةً للمرة الأولى وهي في سن الثانية والعشرين، وذلك بعد كتابتها لمقال في مجلة مس. تحت عنوان «التحول إلى الموجة الثالثة». وجهت ووكر في مقالها هذا انتقاداتها ضد دعم قاضي المحكمة العليا كلارنس توماس المتهم بالتحرش الجنسي ضد المحامية أنيتا هيل، التي أشرف عليها خلال فترة عمله في وزارة التعليم ولجنة الولايات المتحدة لتكافؤ فرص العمل. استخدمت ووكر هذه الحادثة باعتبارها نموذجًا في حديثها عن استبداد الصوت الأنثوي وتعريفها لمفهوم الموجة النسوية الثالثة. تُعرّف ووكر «الموجة النسوية الثالثة» في نهاية مقالها قائلةً «يتعين على الشخص النسوي احتضان إيديولوجية المساواة وتمكين المرأة في نسيج الحياة ذاته. النسوية هي البحث عن الوضوح الذاتي في غمار الدمار الشامل، وهي الانضمام إلى الأختية جنبًا إلى جنب مع النساء عندما يسود الانقسام، وهي فهم هياكل السلطة بقصد تحديها». 

## النشاطية

### الموجة النسوية الثالثة
أسست ووكر صندوق الموجة الثالثة بالتعاون مع شانون ليس (تُعرف الآن باسم شانون ليس-ريوردان)، وذلك بعد تخرجها من جامعة ييل. يُعتبر صندوق الموجة الثالثة بمثابة منظمة غير ربحية هادفة إلى تشجيع الشابات على الانخراط في النشاطية والأدوار القيادية. تأخذ المنظمة على عاتقها –حسب ما جاء في مقالة ووكر- «سد الفراغات الموجودة في أدوار الشابات القيادية، واستقطاب الشباب بهدف جعلهم أكثر انخراطًا في مجتمعاتهم على الصعيدين الاجتماعي والسياسي» باعتباره مهمتها الأولية. أطلقت المنظمة حملةً في عامها الأول، إذ استطاعت من خلالها جمع أكثر من 20,000 صوتًا جديدًا من جميع أنحاء الولايات المتحدة. تقدم المنظمة حاليًا منحًا للأفراد والمشاريع الداعمة للشابات. غُير اسم الصندوق ليصبح مؤسسة الموجة الثالثة في عام 1997، إذ استمرت المؤسسة في تقديم الدعم للناشطين الشباب. تلقت المنظمة أكثر من أربعة أضعاف عدد طلبات منح الطوارئ المعتاد، وذلك في أعقاب الانتخابات الرئاسية في نوفمبر من عام 2016 في الولايات المتحدة.

### التدريس
تنظر ووكر إلى التدريس باعتباره طريقةً لمد الناس بالقوة التي يحتاجونها لقول الحقيقة، وبصفته وسيلةً لتغيير وجهات النظر، بالإضافة إلى قدرته على تمكين الأشخاص القادرين على تغيير العالم. تتمحور محاضراتها حول كتابة المذكرات، والنسوية متعددة الأجيال، والتنوع في وسائل الإعلام، والهوية متعددة الأعراق، والفنون البصرية المعاصرة، والثقافات الناشئة.

## روابط خارجية
- ريبيكا ووكر على موقع IMDb (الإنجليزية)